# I pronipoti
I pronipoti (The Jetsons) è una sitcom animata della Hanna-Barbera, esordita negli Stati Uniti d'America nel 1962. La serie racconta le avventure della famiglia Jetson, ambientata in una futura era spaziale.
Come Gli antenati, la serie ha la struttura generale di una sitcom, e il mondo in cui si svolge è essenzialmente una parodia del presente: astronavi al posto di automobili, robot che svolgono i lavori di casa, alieni, ologrammi, e bizzarre invenzioni, ma le dinamiche generali della famiglia sono quelle del periodo coevo alla serie.

## Trama
George Jetson, il capofamiglia, lavora alla fabbrica di ingranaggi del Signor Cosmo G. Spacely, un nanetto severo e irascibile. Jane, sua moglie, decisa ed energica, controlla la vita familiare. Hanno due figli: Judy, stereotipo di teenager più preoccupata dei propri vestiti che dei compiti di scuola, ed Elroy, il primo della classe, un genio nelle materie scientifiche. Rosie, il robot casalinga, è un modello fuori produzione, ma i Jetson le sono troppo affezionati per rottamarla. Infine, Astro è il cane di famiglia, un danese pasticcione ma amatissimo da tutti, e anche il piccolo Orbitry che diventa il migliore amico del danese. È ambientato intorno all'anno 2063.

## Personaggi
- George Jetson: è un annoiato impiegato tra le furie del suo capo, il signor Spacely, che lo sgrida sempre. È un tipo simpatico, modesto e amante del relax, anche se un po' irascibile. George ha i capelli rossi come quelli di sua moglie, gli occhi neri ed è poco più alto di sua figlia. È doppiato in originale da Don Messick (1962-1989) e Dan Gilvezan (1990-oggi), mentre in italiano è stato doppiato da Luca Ernesto Mellina, Nino Prester e Stefano Mondini.
- Jane: è la moglie di George Jetson. Caratterialmente dolce e simpatica, ed è decisa ed energica, controlla la vita familiare e riesce sempre ad avere la meglio sul marito. Ha i capelli rossi, un rossetto alla bocca, gli occhi neri ed è mediamente alta. Jane porta sempre una maglia viola con un colletto bianco, indossa una gonna anch'essa viola (con la parte sotto a strisce bianche) con la calzamaglia. Doppiata in originale da Janet Waldo e Tiffany (solo ne I pronipoti - Il film), è doppiata in italiano da Flaminia Jandolo, Piera Vidale e Claudia Razzi.
- Judy Jetson: figlia più grande dei Jetson. Caratterialmente dolce e simpatica come Jane. Stereotipo di teenager più preoccupata dei propri vestiti e dei ragazzi che dei compiti di scuola. È doppiata in italiano da Giò Giò Rapattoni, Laura Boccanera e Lisa Mazzotti.
- Elroy Jetson: figlio più piccolo dei Jetson. Genio in matematica e scienze, è un bambino di circa sei anni, mite, simpatico e buono. Elroy Jetson ha i capelli biondi ed ha sempre indosso un cappello con una visiera verde, e sopra una specie di "antenna", ha gli occhi neri, ed è molto basso rispetto ai familiari, ma non molto rispetto ai suoi coetanei. È doppiato in italiano da Gabriella Andreini e Antonella Rendina.
- Signor Cosmo G. Spacely: è il capo di George Jetson. Antipatico, isterico e severo, è sempre pronto a sgridarlo. Ha i capelli e gli occhi neri, è piuttosto grassoccio ed è molto basso. Ha dei baffi anch'essi neri. È doppiato in originale da Mel Blanc, mentre italiano è doppiato da Claudio Fattoretto, Piero Tiberi e Michele Kalamera.

## Episodi
| Stagione         | Episodi | Prima TV USA | Prima TV Italia |
| ---------------- | ------- | ------------ | --------------- |
| Prima stagione   | 24      | 1962         | 1964            |
| Seconda stagione | 41      | 1985         | -               |
| Terza stagione   | 10      | 1987         | -               |

## Trasmissione
La serie venne trasmessa originariamente negli Stati Uniti su ABC e in syndication dal 23 settembre 1962 al 12 novembre 1987.
In Italia venne trasmessa per la prima volta a partire dal 7 novembre 1964 su Rai 2; il primo adattamento italiano modificò i nomi dei protagonisti in Chicco (George), Chicca (Jane), Didi (Judy), Poppy (Elroy), Asso (Astro) e Tonia (Rosie).

## Altri media

### Lungometraggi
- I pronipoti incontrano gli antenati (The Jetsons Meet the Flintstones, 1986)
- Rockin' with Judy Jetson (1988)
- Hanna-Barbera's 50th: A Yabba Dabba Doo Celebration (1989)
- I pronipoti - Il film (Jetsons: The Movie, 1990)

### Videogiochi
- The Jetsons' Ways With Words (1983) per Intellivision con Entertainment Computer System
- The Jetsons: George Jetson and the Legend of Robotopia (1989) per Amiga
- The Jetsons in By George, in Trouble Again (1990) per DOS
- Jetsons: The Computer Game (1992) per computer
- The Jetsons: Robot Panic (1992) per Game Boy
- The Jetsons: Cogswell's Caper (1992) per NES
- Hanna-Barbera Cartoon Carnival (1993) per CD-i, Macintosh e Windows 3.1
- Flintstones Jetsons: Timewarp (1994) per CD-i
- The Jetsons: Invasion of the Planet Pirates (1994) per SNES

### Pubblicità
Come Gli antenati, anche I pronipoti vennero utilizzati nella réclame dei siparietti di Carosello. I prodotti reclamizzati erano gli elettrodomestici dell'azienda Girmi. Il tipico svolgimento mostra un assurdo e invadente venditore a domicilio del futuro (vestito da astronauta) che si intrufola in casa Jetson cercando di piazzare i prodotti più assurdi (e, presumibilmente, futuristici); ma, quando detto venditore passa da Mr. Jetson e sua moglie, questa lo liquida dicendo di avere già i prodotti Girmi. Il siparietto si chiude con lo slogan "GiRRRmi!", pronunciato e disegnato allo stesso tempo: la lettera "R" è realizzata dalla testa roteante dello stesso signor Jetson, a mo' di frullatore, mentre lo stesso enuncia la frase dello slogan.